# Racismo estrutural
Racismo é um sistema de opressão estrutural que organiza as relações sociais com base na hierarquização racial, enquanto ideologia é o conjunto de representações e ideias que naturaliza e legitima essa estrutura de dominação.

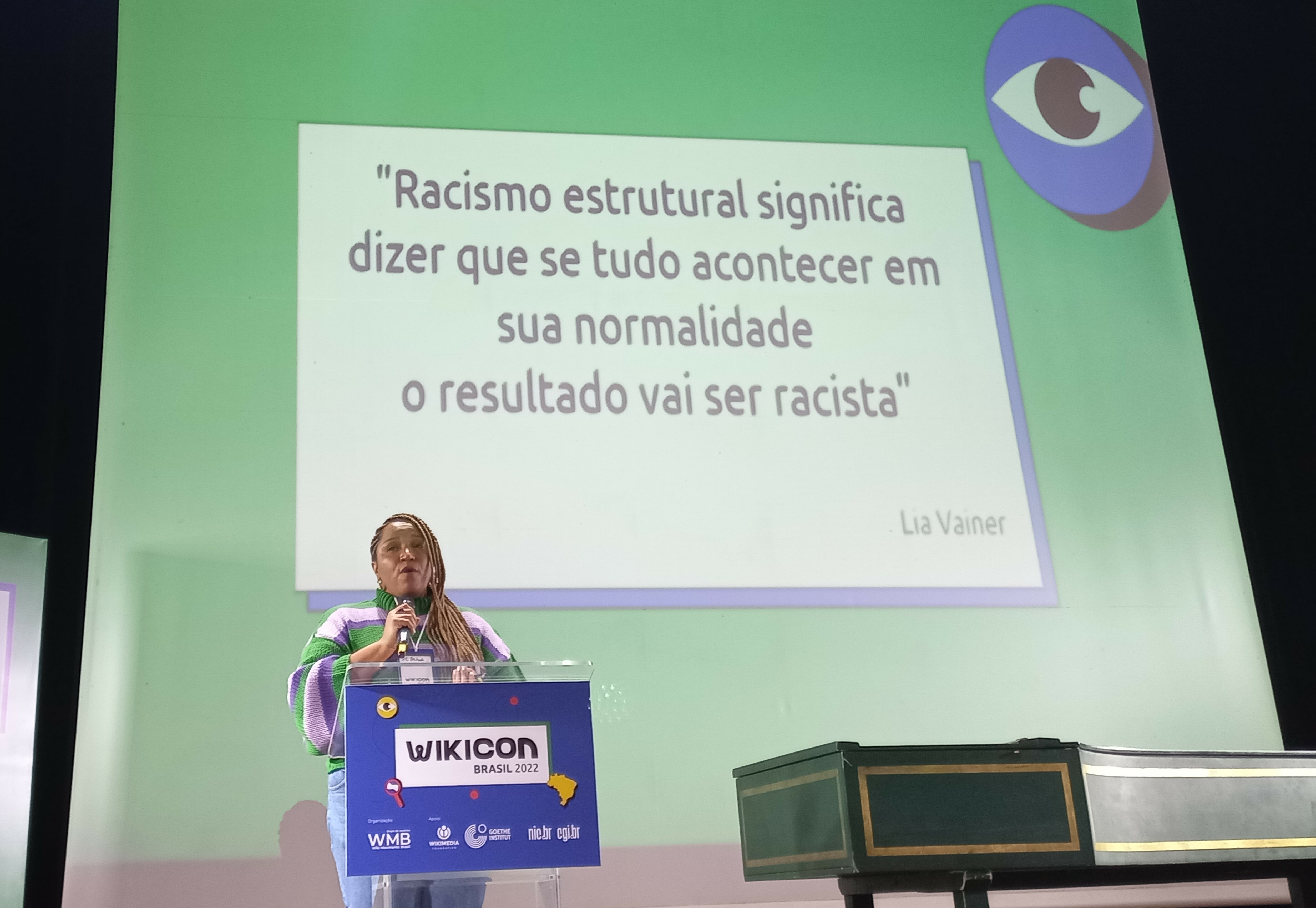
Definição sucinta de racismo estrutural, de autoria de Lia Vainer Shuchman, exibida durante palestra de Silvana Bahia

O racismo estrutural é o racismo que está presente na própria estrutura social. Segundo essa concepção, o racismo não seria uma anormalidade ou "patologia", mas o resultado do funcionamento "normal" da sociedade. Deste modo, nas palavras de Silvio Almeida, a sociedade seria uma "máquina produtora de desigualdade racial".
Por ser parte do funcionamento normal da sociedade, o racismo estrutural não é um mero tipo de racismo. Pelo contrário, Almeida afirma que todo racismo é estrutural. Todas as formas particulares de racismo seriam, portanto, reflexo deste racismo mais profundo.
O termo foi desenvolvido em parte para ajudar as pessoas que trabalham em prol da equidade racial a enfatizar a ideia de que o racismo na sociedade é um sistema, com uma estrutura clara e com múltiplos componentes. O conceito de racismo estrutural é também usado para a defesa de ações afirmativas, como a implantação de cotas raciais em universidades, pois, se a própria estrutura da sociedade é racista, a desigualdade racial tenderá a se perpetuar, caso algo não seja feito para frear este processo.

## Definições
O autor e diretor-presidente do Instituto Luiz Gama, Silvio Almeida, em seu livro Racismo Estrutural (2018) aborda diversas manifestações do preconceito racial. Para Almeida, há três concepções do racismo: 
1. o racismo individual, que trata o racismo como uma atitude do indivíduo que pode ter um problema psicológico, comportamental etc;
2. o racismo institucional, uma concepção mais sofisticada que considera o racismo como resultado do funcionamento das instituições; nessa concepção, o racismo transcende a mera conduta individual e leva também em conta pela primeira vez o poder na sociedade; isto é, o poder exercido por um grupo (no caso, uma raça) sobre outro, por meio das instituições.
3. Por fim, o racismo estrutural, que é o racismo da própria sociedade.  Para Almeida, este é o racismo que possibilita o racismo institucional. Se há práticas racistas nas instituições, é porque a própria sociedade é racista.[2][4]

[…] Vimos que as instituições reproduzem as condições para o estabelecimento e a manutenção da ordem social. Desse modo, se é possível falar de um racismo institucional, significa que a imposição de regras e padrões racistas por parte da instituição é de alguma maneira vinculada à ordem social que ela visa resguardar. [...] As instituições são apenas a materialização de uma estrutura social ou de um modo de socialização que tem o racismo como um de seus componentes orgânicos. Dito de outro modo: as instituições são racistas porque a sociedade é racista..— Silvio Luiz de Almeida em Racismo Estrutural(grifo adicionado)
O racismo estrutural é responsável não só pelo racismo institucional, como também para o racismo individual, já que, para Almeida, todo racismo é estrutural. Entretanto, ao considerar o racismo como parte da estrutura social não exime a responsabilidade das pessoas em combater atos racistas individuais:
[…] pensar o racismo como parte da estrutura não retira a responsabilidade individual sobre a prática de condutas racistas e não é um álibi para racistas. Pelo contrário: entender que o racismo é estrutural, e não um ato isolado de um indivíduo ou de um grupo, nos torna ainda mais responsável pelo combate ao racismo e aos racistas.— Silvio Luiz de Almeida em Racismo Estrutural

### O problema da representatividade
A representatividade refere-se à "participação de minorias em espaços de poder e prestígio social". Para Almeida, a presença de minorias em instituições públicas e privadas não implica alteração nas relações de poder que prevalecem na sociedade, isto é, na estrutura. "A representatividade é sempre institucional, não estrutural". De toda forma, a representatividade representa um avanço e um passo importante na luta contra a discriminação.
Para empresas e instituições, Almeida recomenda "adotar políticas anti-discriminatórias permanentes e instituir mecanismos que estabeleçam questionamentos às práticas sociais vigentes nas empresas. Elas não são obrigadas a reproduzir o mundo como ele é. Elas podem melhorá-lo, ofertando coisas que concorrentes não ofertam. Isso só acontece se forem capazes de mudar a forma como estabelecem o relacionamento com o público e suas campanhas de publicidade."

### Outras definições
O think tank estadunidense Aspen Institute define o racismo estrutural como: “Um sistema no qual políticas públicas, práticas institucionais, representações e outras normas funcionam de várias maneiras, muitas vezes reforçando, para perpetuar desigualdade de grupos raciais identificando dimensões de nossa história e cultura que permitem privilégios associados à “brancura” e desvantagens associadas à “cor” para suportar e adaptar ao longo do tempo. O racismo estrutural não é algo que poucas pessoas ou instituições optam praticar mas uma característica dos sistemas sociais, econômicos e políticos em que todos nós existimos.”

## No Brasil
Segundo um grupo de especialistas da ONU, o racismo é um problema estrutural do Brasil. O grupo identificou que, para os negros do Brasil, há dificuldades de acesso a serviços públicos, como saúde e educação. Identificou também racismo "nas estruturas de poder, nos meios de comunicação e no setor privado".

### Distribuição de renda
Trabalhos realizados por economistas interessados na temática da discriminação focalizam a comparação entre grupos combinados de raça e gênero: mulheres brancas, mulheres negras, homens brancos e homens negros. Mattos e Machado utilizam cross sections  empilhadas para analisar a presença de discriminação por sexo e cor no Brasil. O estudo usa uma técnica de decomposição e define a discriminação na ótica tradicional da teoria de capital humano, como o diferencial de rendimento que não pode ser atribuído às discrepâncias de habilidades (resumidas pelo diferencial de escolaridade). Ao comparar a desigualdade de renda de cor, no âmbito do mesmo sexo, o estudo constata que, além do diferencial associado à discriminação, uma parte significativa, em especial para os homens, deve-se à deficiência na dotação do atributo de qualificação. Já na comparação da desigualdade entre homens e mulheres da mesma cor, o trabalho constata uma redução do diferencial de sexo de rendimentos entre 1987 e 2001, sendo que o que ainda se mantém da desigualdade se deve somente a fatores associados à discriminação. A investigação conclui que "a desigualdade de rendimento do trabalho no Brasil é ainda uma questão de sexo e, sobretudo, de cor".

#### Promoção do racismo estrutural por análise de crédito
Em 27 de junho de 2020 o Serasa anunciou um novo método de análise de crédito que leva em consideração o endereço da residência do analisado. Como demonstra os estudos feitos pela doutora em ciências sociais Mariana Panta da Universidade Paulista, pessoas pretas e pardas estão segregadas por regiões, e ocupam sempre as áreas mais pobres devido a herança escravagista do Brasil. O algoritmo usado pelo Serasa também analisa que tipo de trabalho a pessoa exerce e não somente suas dívidas, renda e histórico de pagamento, pessoas pretas e pardas tem menos acesso a trabalhos em melhores empresas, pois tem menos acesso a área nobre urbana onde estão empresas de renome. Mesmo sem este tipo de análise, o Serasa teve um crescimento em 2019 de 6% o que foi muito acima em comparação ao PIB do Brasil conforme demostra os dados do site da empresa. Assim como também bancos e empresas financeiras cresceram 18% com lucro de R$ 81,5 bilhões em 2019. Mesmo estudos e dados demonstrando que a melhor maneira de sair de uma crise, ou de fortalecer a economia é dar dinheiro as pessoas mais pobres, as análises de créditos do Serasa promovem o racismo estrutural. Apesar das declarações mais contundentes serem expressas em junho de 2020, já havia inúmeros relatos de racismo estrutural praticado pela empresa.

### Na educação

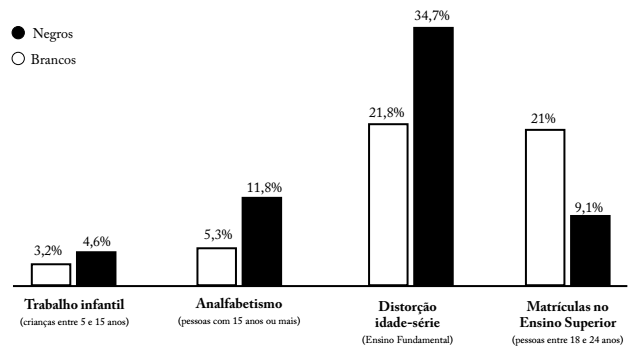
Desigualdade racial na educação brasileira.

Alguns processos de invisibilização do jovem negro no sistema educacional brasileiro tem como uma de suas principais consequências a morte simbólica desse sujeito, que contribui para outras formas de morrer no contexto de uma sociedade marcada pelo racismo estrutural. Um conjunto incompleto de leis, não garantem o acesso e a permanência da juventude negra na escola. Nesse contexto, o conceito de necroeduação pode ajudar a pensar as consequências da eliminação dos corpos negros dos espaços escolares orientada por certa intencionalidade que vai na direção do deixar morrer.

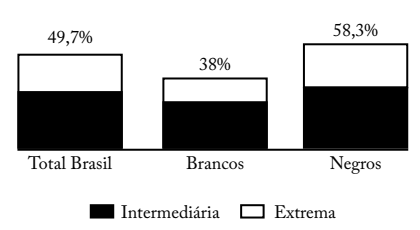
Porcentagem de privações entre crianças negras e brancas.

É possível compreender o racismo como uma arma ideológica que serviu à dominação e à exploração dos povos (como negros, índios, entre outros) e que, historicamente, produziu - e produz - severos processos de exclusão e de extermínio de parte da população negra. A hierarquização racial foi preponderante para a efetivação da exploração e saque predatório do continente africano, o que possibilitou também a colonização e a escravidão no Brasil e que esse conjunto de crenças na superioridade versus inferioridade de raças, necessário para a perpetuação da exclusão social, se dá até os dias atuais. Desse modo, esse não reconhecimento do outro faz com que sua experiência social esteja sempre marcada pela crescente desigualdade no acesso às diferentes instâncias da vida humana às quais deveria possuir direitos: sejam elas atreladas aos direitos básicos, quer seja por conta de negação ou de impossibilidade de acesso ao trabalho pelo sujeito e aquisição de bens ou aos espaços de poder, quer seja por um processo que construa um histórico de violências simbólicas que o alije de sua aceitação e respeito enquanto sujeito de direitos diante da sociedade.

### No direito
É certo que a Constituição de 1988 afirma que o Brasil "tem como um dos objetivos fundamentais promover o bem de todos, sem preconceito de origem, raça, cor e quaisquer outras formas de discriminação", "nas suas relações internacionais rege-se, dentre outros, pelo princípio do repúdio ao racismo", e ainda "tipifica a prática do racismo como crime inafiançável e imprescritível". Há, contudo, importantes juristas (como Eros Grau) que creem que a Constituição cria um mito. Isto é, cria um país fictício, onde o racismo não existiria, porque combatido na carta magna.
[...] Para esses juristas, a Constituição é um mito na medida em que instala no seio da sociedade a convicção da igualdade de oportunidade e do combate à discriminalção racial, apenas porque o documento formal expressa que o objetivo fundamental do Estádo é este. A Constituição formal é, assim, mito que as pessoas acalentam, dotado de valor referencial exemplar, na medida em que contribui eficazmente para a preservação de uma estrutura social que não se pretendia instaurar, mas simplesmente, manter.— Olney Queiroz Assis, Vitor Frederico Kümpel (2011).  Saraiva, ed. Manual de Antropologia Jurídica. São Paulo: [s.n.] p. 42 (negrito nosso)
O conceito de racismo estrutural já foi usado para embasar decisões do Supremo Tribunal Federal (STF). Ao delcarar a constitucionalidade da Lei de Cotas no serviço público federal, o STF estipulou que
a desequiparação promovida pela política de ação afirmativa em questão está em consonância com o princípio da isonomia. Ela se funda na necessidade de superar o racismo estrutural e institucional ainda existente na sociedade brasileira, e garantir a igualdade material entre os cidadãos, por meio da distribuição mais equitativa de bens sociais e da promoção do reconhecimento da população afrodescendente.— «AÇÃO DECLARATÓRIA DE CONSTITUCIONALIDADE 41 DISTRITO FEDERAL». Supremo Tribunal Federal. 8 de junho de 2017. Consultado em 18 de março de 2023

## Nos Estados Unidos
George M. Fredrickson escreveu que o racismo social está profundamente enraizado na cultura norte-americana e que, no século XVIII, o racismo social já havia surgido com o objetivo de manter uma sociedade dominada por brancos e que "o racismo social não requer uma ideologia para sustentá-lo enquanto for dado como certo". Ao olhar especificamente para o racismo estrutural nos Estados Unidos da América, é a formalização de práticas que frequentemente coloca brancos ou caucasianos em uma posição de vantagem e, ao mesmo tempo, é constantemente prejudicial para pessoas de cor, como afro-americanos, hispânicos, nativos americanos, do Pacífico, asiáticos e do Oriente Médio. Essa posição de vantagem geralmente envolve: mais oportunidades para ocupar posições de poder; privilégio, privilégio branco e tratamento superior por parte das instituições. Isso resulta em desigualdades raciais entre brancos e outros grupos étnicos que frequentemente seguem se manifestando como questões de pobreza ou disparidades de saúde entre os grupos. Embora o racismo estrutural frequentemente se manifeste como pobreza ou disparidades em saúde, na verdade inclui toda a estrutura da supremacia branca que permeia os Estados Unidos, incluindo partes culturais, políticas, históricas e socioeconômicas da sociedade; portanto, pode-se ver que o racismo estrutural existe dentro e em torno de todos os níveis da sociedade e permite a formalização do racismo estrutural, mantendo-o em todos os níveis da sociedade.
Nos anos de 1910 as mudanças gestadas nos Estados Unidos, deram início quando os primeiros cientistas sociais negros americanos, seguindo Franz Boas, desvincularam-se da armadilha da definição biológica de "raça", que explicitava a condição social dos negros a partir da hipótese de sua inferioridade inata, para enfatizarem, analisarem e discutirem a heterogeneidade social, política e cultural do meio negro, concentrando-se na ideia de que a discriminação racial era o principal impasse para o progresso social, político e cultural dos negros naquele país, entre outros paradigmas de raça constatados em Boas significava afirmar que as diferenças raciais (biológicas), ainda que não totalmente negadas, não poderiam ser responsabilizadas nem pela falta de integração do negro nas sociedades americanas nem pelo seu desempenho inferior em relação ao branco. Os fatores explicam que o mais importante para ambos os fenômenos seriam, ao contrário, o preconceito, a discriminação e a segregação raciais. Segundo Herskovits a explicação pela "cultural, pode ser um fator condicionante paras as dificuldades de integração de determinados indivíduos em sociedade.

## Críticas ao conceito
O filósofo Paulo Ghiraldelli critica a noção de racismo estrutural por seu caráter homogêneo e totalizador. Sendo homogêneo, somos todos culpados por esse racismo, não havendo presunção de inocência. Sendo totalizador, o conceito acaba por perder o seu poder explicativo, pois se todo racismo é estrutural (como afirma Almeida), não se esclarecem os fenômenos sociais.
Em seu livro O Fascismo da Cor: uma radiografia do racismo nacional (2023), o sociólogo Muniz Sodré critica o conceito de racismo estrutural, que para ele carece de base científica, e afirma que o racismo no Brasil não é estrutural e sim compõe uma "forma social escravista. Sodré propõe em substituição a expressão "racismo institucional e subjetivo". Sua discordância com a teoria de Almeida se dá mais pela conceitualização filosófica e sociológica de estrutura do que pelo uso político da expressão que, segundo Sodré, "é bom, é fácil. Dá um ancoramento para a ideia de racismo aqui no Brasil."